# 토마시 네치트
토마시 네치트(Tomáš Necid, 1989년 8월 13일, 프라하 ~)는 체코의 축구 선수로, 1. 체스카 포트발로바 리가의 보헤미안스 1905 소속이며, 포지션은 스트라이커이다.
네치트는 2006년 9월, 17세의 나이에 슬라비아 프라하에서 첫 경기를 치르고, 한 달 후에 리그 첫 골을 넣었다. 2007-08 시즌 UEFA 챔피언스리그에 데뷔하였으나, 시즌 후반에 FK 바우미트 야블로네츠(FK Baumit Jablonec)로 임대되었다. 네치트는 바우미트 야블로네츠에서 5골을 넣어, 자신이 오기 전 강등권에 있던 팀을 16개 팀 중 12위로 이끌어 영웅이 되었고, 임대가 끝난 후 슬라비아 프라하로 복귀하였다. 바우미트 야블로네츠에서 슬라비아 프라하로 복귀한 후, FC 슬로반 리베레츠를 상대로 골을 터뜨렸으며, 팀의 감브리누스 리가 2007-08 우승을 맛봤다.
2009년 1월, 2006년 이래로 자신에게 흥미를 보이고 있던 CSKA 모스크바로 이적하였다. CSKA 모스크바에서의 데뷔 경기는 2009년 루빈 카잔과의 러시아 슈퍼컵 경기였으며, 그는 이 경기에서 결승골을 성공시켰다.
그 밖에 네치트는 2006년 UEFA U-17 유럽 선수권대회에서 5골을 넣어 득점왕에 오르고, 팀을 준우승으로 이끌었으며, 2년 후 체코에서 개최된 2008년 UEFA U-19 유럽 선수권대회에서는 4경기에서 4골을 넣고, 팀의 4강 진출에 공헌하였다. 2009년 FIFA U-20 월드컵에도 출전한 바 있으며, 2008년 11월 19일 자신의 대표팀 데뷔전이 된 2010년 FIFA 월드컵 유럽 지역 예선 산마리노 전에서 데뷔골을 터뜨렸다.